# Пинско-Туровский полк
Пинско-Туровский полк — административно-территориальная и военная единица Запорожского казачества на землях Белорусского Полесья (на юге от реки Припять) в 1657 -1659 годах. Административным центром был город Пинск. Полковники находились преимущественно в Турове, а также Городке.

## Полковники
- Иван Якименко (Груша) — 1657
- Самойло Богданович-Зарудный
- Василий Дворецкий
- Константин Выговский — 1658